# NHK大阪児童劇団
NHK大阪児童劇団（エヌエイチケーおおさかじどうげきだん）は、日本の劇団。かつては大阪放送児童劇団と称していた。なお、NHK専属の劇団ではない。

## 概要
1951年に大阪放送児童劇団として創立された。劇団の設立にはNHK大阪放送局らが関わった。以降同放送局が運営に携わっている。2004年4月、劇団名を現在名へ変更した。
「ストレッチマン2」のストレッチマンキッズ「ライム」と「ピーチ」や、朝の連続テレビ小説「芋たこなんきん」「てるてる家族」「カムカムエヴリバディ」「おちょやん」のほか「歴史秘話ヒストリア」「逆転人生」などに出演する子役がいる。
小学2年生から中学2年生までで学ぶことになり小学3年生から小学6年生に入団したものは、最初にDクラスで学ぶことになる。4年生からは、A・B・Cクラスに分かれてレッスンを行い、新たに「生きて」クラスが開設された。講師にはストレッチマンをしている、宇仁菅真もいる。

## 出身者
- 内藤剛志 - 俳優。小学3年生から中学1年生まで所属[注 1]